# Ryan Agar
Ryan Agar (* 21. Juni 1987 in Brisbane, Queensland) ist ein ehemaliger australischer Tennisspieler.

## Karriere
Ryan Agar spielte hauptsächlich auf der ATP Challenger Tour und der ITF Future Tour. Er konnte sieben Doppelsiege auf der ITF Future Tour feiern. Auf der ATP Challenger Tour gewann er die  Doppelturniere in Traralgon und Tallahassee im Jahr 2013.

## Erfolge
| Legende (Anzahl der Siege)  |
| Grand Slam                  |
| ATP World Tour Finals       |
| ATP World Tour Masters 1000 |
| ATP World Tour 500          |
| ATP World Tour 250          |
| ATP Challenger Tour (2)     |

### Doppel

#### Turniersiege
| Nr. | Datum            | Turnier     | Belag     | Partner         | Finalgegner                       | Ergebnis  |
| --- | ---------------- | ----------- | --------- | --------------- | --------------------------------- | --------- |
| 1.  | 3. November 2013 | Traralgon   | Hartplatz | Adam Feeney     | Dane Propoggia Jose Statham       | 6:3, 6:4  |
| 2.  | 3. Mai 2014      | Tallahassee | Sand      | Sebastian Bader | Björn Fratangelo Mitchell Krueger | 6:4, 7:63 |